# Tetratheca pilosa
Espèce
Tetratheca pilosa est une espèce de la famille des Elaeocarpaceae. Il est endémique d'Australie. C'est un petit arbuste que l'on trouve dans les forêts sclérophylles sèches, les landes ouvertes et les forêts d'Australie. Il a été enregistré pour la première fois en 1805 par le botaniste français Jacques Labillardière.

## Description
Caractérisé par des fleurs auxiliaires solitaires, pendantes, tombantes, roses à mauves, à symétrie radiale, composées de 4 sépales et 4 pétales de 6 mm de long. Les étamines sont généralement au nombre de 8, s'ouvrant par un pore apical et formant un centre sombre pour la fleur au-dessus d'un ovaire supère. Le tube des étamines est le plus large entre la base et l'apex et est souvent caché par les pétales, d'où le nom commun de susan aux yeux noirs.
Les tiges sont dressées, non ramifiées ou ramifiées dès la base. Les feuilles sont vertes, étroites, nettement alternes et légèrement révolutées ou avec des bords recourbés. Les feuilles peuvent être glabres ou avoir des poils non glandulaires. Jusqu'à 15 mm de longueur. Les fruits Tetratheca ont des loges qui se déhiscent à mesure que le fruit se dessèche, libérant 1 à 5 graines.

## Distribution
Tetratheca pilosa est l'une des rares espèces de Tetratheca présentes dans plusieurs États d'Australie (la plupart des autres espèces sont localement endémiques). On le trouve en Tasmanie, à Victoria, dans le coin sud-est de l'Australie du Sud et dans quelques parcelles localisées en Nouvelle-Galles du Sud.

## Écologie
L'espèce existe dans les forêts ouvertes, les landes et les forêts sclérophylles sèches. La structure végétale est généralement constituée d'un sous-étage clairsemé et d'un couvert ouvert d'Eucalyptus. Selon le substrat, les arbres de la canopée peuvent être dominés par Eucalyptus amygdaline, Eucalyptus déléguéensis ou Eucalyptus obliqua. Un sous-étage clairsemé de Banksia marginata et Exocarpos cupressiformis est commun. T. pilosa pousse de manière éparse parmi d'autres espèces d'arbustes ligneux tels que Epacris Ensure, Pultenaea juniperina, Davisea latifolia. La couverture végétale est généralement constituée d'une couche clairsemée de Gonocarpus teucroides et d'un couverture élevée de litière fine et de roches.
T. pilosa se comporte mal lorsqu'elle est en concurrence avec d'autres plantes, mais a un fort avantage dans les sols sableux, graveleux, hydrophobes, acides et pauvres en nutriments. Il persiste sur les grès, les mudstones et les siltites du Permien et les sols d'origine granitique.
Le centre noir crée une cible pour les abeilles indigènes capables de pollinisation vibratile (ou pollinisation par buzz). La pollinisation vibratile nécessite que l'abeille utilise ses muscles de vol pour faire vibrer le pollen, une compétence que les abeilles européennes ne possèdent pas. Seulement 9 % des plantes dans le monde utilisent cette forme de pollinisation.
Les graines de Tetratheca sont une source de nourriture pour les fourmis qui collectent, dispersent et emportent les graines sous terre. Cela présente de multiples avantages pour la plante, car il crée un réservoir de graines dans le sol, protégé du feu et dispersé plus loin que le vent ne peut transporter les graines.

## Liste des sous-espèces
Selon GBIF (3 février 2024) :
- Tetratheca pilosa subsp. latifolia Joy Thomps.
- Tetratheca pilosa subsp. latifolia JoyThomps.
- Tetratheca pilosa subsp. pilosa

## Systématique
Le nom correct complet (avec auteur) de ce taxon est Tetratheca pilosa Labill..